# Дендрон (Вирџинија)
Дендрон (енгл. Dendron) град је у америчкој савезној држави Вирџинија. По попису становништва из 2010. у њему је живело 272 становника.

## Демографија
Према попису становништва из 2010. у граду је живело 272 становника, што је 25 (8,4%) становника мање него 2000. године.
| Група             | 2000.       | 2010.       |
| Белци             | 143 (48,1%) | 101 (37,1%) |
| Афроамериканци    | 152 (51,2%) | 156 (57,4%) |
| Азијати           | 0 (0,0%)    | 1 (0,4%)    |
| Хиспаноамериканци | 3 (1,0%)    | 8 (2,9%)    |
| Укупно            | 297         | 272         |